# Ricardo Jérez
Ricardo Antonio Jérez Figueroa (ur. 4 lutego 1986 w Gwatemali) – gwatemalski piłkarz grający na pozycji bramkarza. Od 2023 roku jest piłkarzem amerykańskiego klubu Chattanooga Red Wolves.

## Kariera klubowa
Karierę piłkarską Jerez rozpoczął w klubie CSD Comunicaciones z miasta Gwatemala. W 2004 roku zadebiutował w jego barwach w pierwszej lidze gwatemalskiej. W 2005 roku odszedł z Comunicaciones do Cobán Imperial, a w sezonie 2006/2007 bronił barw CSD Municipal. W 2006 roku wywalczył z nim mistrzostwo Apertury. W sezonie 2007/2008 ponownie grał w CSD Comunicaciones.
W 2008 roku Jerez wyjechał z Gwatemali do Urugwaju i przez sezon występował w tamtejszym klubie CA Rentistas ze stolicy kraju Montevideo. W latach 2009–2010 ponownie grał w ojczyźnie, w klubie Deportivo Jalapa. W 2010 roku został zawodnikiem CSD Comunicaciones.
| Sezon   | Klub               | Kraj      | Rozgrywki        | Mecze | Bramki |
| ------- | ------------------ | --------- | ---------------- | ----- | ------ |
| 2004/05 | CSD Comunicaciones | Gwatemala | Liga Nacional    | ?     | 0      |
| 2005/06 | Cobán Imperial     | Gwatemala | Liga Nacional    | 13    | 0      |
| 2006/07 | CSD Municipal      | Gwatemala | Liga Nacional    | ?     | 0      |
| 2007/08 | CSD Comunicaciones | Gwatemala | Liga Nacional    | 3     | 0      |
| 2008/09 | CA Rentistas       | Urugwaj   | Segunda División | 18    | 0      |
| 2009/10 | Deportivo Jalapa   | Gwatemala | Liga Nacional    | 18    | 0      |
| 2010/11 | CSD Comunicaciones | Gwatemala | Liga Nacional    |       |        |

## Kariera reprezentacyjna
W reprezentacji Gwatemali Jerez zadebiutował 19 lutego 2006 roku przegranym 0:4 towarzyskim meczu ze Stanami Zjednoczonymi. W 2011 roku został powołany do kadry na Złoty Puchar CONCACAF 2011.